# Navigation astronomique
La navigation astronomique est une technique de navigation qui consiste à déterminer sa position à l'aide de l'observation des astres et la mesure de leur hauteur (c'est-à-dire l'angle entre la direction de l'astre et l'horizon). Elle est utilisée traditionnellement par les Polynésiens (voir  Peuplement de l'Océanie > Navigations austronésiennes). En Europe, elle est mise au point à partir de la Renaissance par les navigateurs portugais.
En navigation maritime, comme autrefois en navigation aérienne, la détermination de la position nécessite l'emploi d'un sextant, la consultation d'éphémérides, un identificateur d'étoiles, la mesure de l'heure exacte, et l'application de formules de mathématiques.
En navigation spatiale, l'engin spatial embarque un viseur d'étoiles.
Ces méthodes, indépendantes de tout système extérieur, peuvent être mises en œuvre en complète autonomie et sans aucun appareil électrique. La navigation astronomique n'est dépendante que des seules conditions météorologiques : sans astres visibles, aucune mesure n'est possible.
La navigation astronomique est restée longtemps l'unique technique permettant aux navigateurs de se situer hors de vue de terre, à condition que l'heure soit connue avec une très bonne précision et que leur estime soit bien tenue. Le Soleil est l'astre utilisé le plus souvent, mais les mesures les plus précises sont obtenues à l'aide d'autres étoiles, au crépuscule parce qu'il est nécessaire que l'horizon soit visible. Il est aussi possible de viser la Lune et les planètes, (avec des résultats moins précis) pourvu qu'elles soient décrites dans des éphémérides. L'observation de plusieurs étoiles permet d'obtenir une bonne position à l'aube et au coucher du soleil (point crépusculaire) ainsi que celle du Soleil, à toute heure de la journée ou à la méridienne (point à midi).

## Principe de base

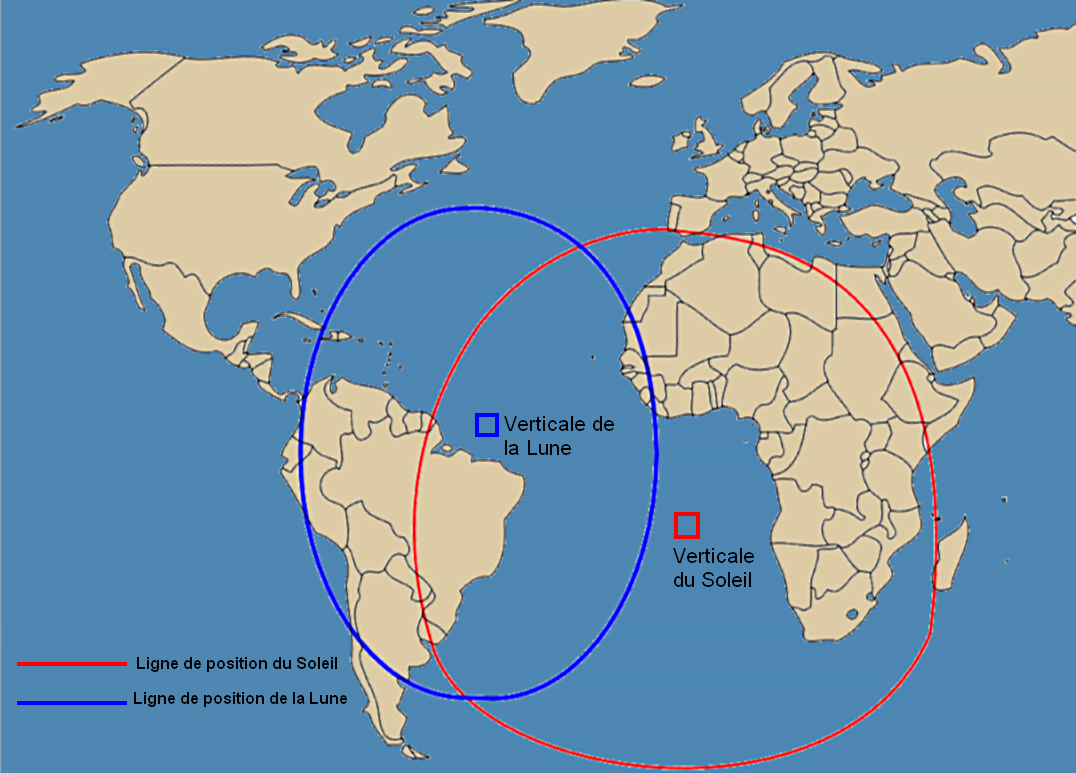
Le cercle rouge est le lieu des points d'où l'on voit le Soleil à la même hauteur à un instant donné ; le bleu, celui de la Lune, au même instant ; l'observateur se trouve à l'intersection de ces deux cercles (les cercles sont déformés par la projection cartographique utilisée).

Le lieu des points, d'où l'on relève un astre donné à un instant donné à une certaine hauteur au-dessus de l'horizon, dessine un cercle sur la sphère terrestre. Le centre de ce cercle correspond à la position à laquelle cet astre est au zénith. On connaît avec exactitude (par les éphémérides) la latitude et la longitude de cette position, aussi appelé "pied" de l'astre ou point substellaire. Le rayon du cercle est le produit du rayon de la Terre et de la distance zénithale {\displaystyle z} de l'astre[réf. souhaitée], où {\displaystyle z=90^{\circ }-h_{v}\,}, {\displaystyle h_{v}\,} étant la hauteur de l'astre au-dessus de l'horizon.
En mesurant plusieurs hauteurs d'astres différents ou en établissant des mesures du même astre à des heures différentes, il est possible de déterminer une position à l'intersection de ces différents cercles. Des méthodes de calculs, à partir de tables de logarithmes ou d'une calculatrice scientifique, permettent de déterminer ces positions à partir des angles mesurés.

### Mesure de la hauteur au sextant
La précision des outils de mesure a évolué avec le temps. Une méthode simple et très approximative est de lever la main avec le bras tendu. La largeur d'un doigt correspondant environ à 1,5°. La nécessité de disposer d'outils de mesure plus précis a entrainé le développement de nombreux outils de plus en plus performant, le bâton de Jacob, le kamal, le quadrant, l'astrolabe, le quartier de Davis , l'octant et aujourd'hui le sextant, qui permet par un jeu de miroirs de mesurer la hauteur de l'astre au-dessus de l'horizon avec une bonne précision.

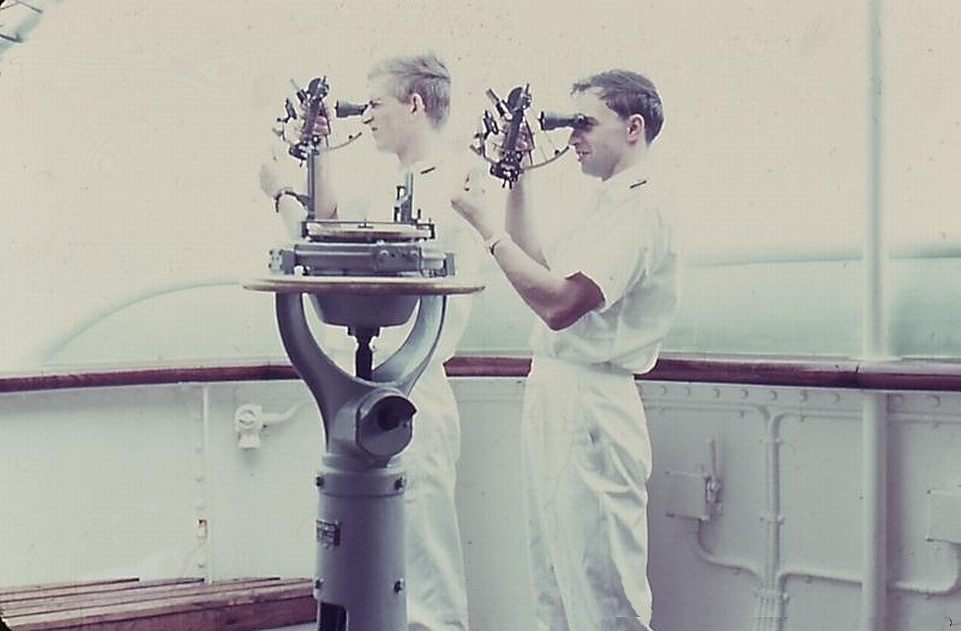
Deux officiers de navire mesurent au sextant la hauteur du soleil

La lecture d'un sextant bien réglé permet une précision de 0,2' d'arc. En théorie, un observateur peut donc déterminer sa position avec une précision de 0,2 milles marins. Dans la pratique, les navigateurs obtiennent une précision de l'ordre de 1 ou 2 milles marins (mouvements du navire, houle, horizon plus ou moins net, imprécisions de l'heure).
L'observation consiste à «faire descendre» l'image réfléchie de l'astre sur l'horizon et la faire tangenter l'horizon (d'où le mouvement de balancier de la main qui tient le sextant). S'il s'agit du Soleil ou de la Lune, on fait tangenter son bord inférieur ou supérieur. Pour les étoiles et les planètes, il est conseillé de « monter l'horizon »  au voisinage de l'astre en retournant le sextant, puis d'observer normalement.
La hauteur mesurée au sextant doit être corrigée d'un certain nombre de paramètres propres à l'optique du sextant utilisé, à la hauteur de l'observateur au-dessus de l'eau, à la réfraction astronomique et à l'astre visé.
La hauteur vraie {\displaystyle h_{v}\,} est déduite de la hauteur mesurée {\displaystyle h_{m}\,}par la formule :
{\displaystyle h_{v}=h_{m}+\epsilon +c-d-R+P\pm \delta \,}
avec :
{\displaystyle \epsilon \,} , l'excentricité du sextant, affichée dans la boîte du sextant ;
{\displaystyle c\,} , la collimation du sextant à mesurer et éventuellement à corriger  avant chaque observation ;
{\displaystyle d\,} , la dépression de l'horizon, fonction de la hauteur de l'œil de l'observateur, donné par les éphémérides ;
{\displaystyle R\,} , la réfraction astronomique ;
{\displaystyle P\,} , la parallaxe (négligeable pour les étoiles et les planètes) ;
{\displaystyle \delta \,} , le demi-diamètre (apparent) de la Lune ou du Soleil, affecté du signe + si on a visé le bord inférieur, du signe - si on visé le bord supérieur.
Pour le Soleil, les éphémérides donnent la valeur journalière de {\displaystyle \delta \,} ainsi que  la somme {\displaystyle -d-R+P+\delta _{m}\,} ; {\displaystyle \delta _{m}\,} étant le demi-diamètre moyen et on applique une deuxième correction : {\displaystyle +(\delta -\delta _{m})\,} pour le bord inférieur et {\displaystyle -(\delta +\delta _{m})\,} pour le bord supérieur.
Pour la Lune on applique une formule analogue avec des valeurs données par les éphémérides.
Pour les étoiles et planètes : {\displaystyle \delta \,} est négligeable ; {\displaystyle P\,} est négligeable, sauf pour Mars et Vénus. La somme {\displaystyle -(d+R)\,} est fournie par les éphémérides ainsi que la valeur de {\displaystyle P\,} pour Mars et Vénus.

## La droite de hauteur
On a vu que le lieu des points, d'où l'on relève un astre donné à un moment donné à une hauteur donnée est un cercle sur la sphère terrestre. Ce cercle, dit cercle de hauteur, ne peut généralement pas être tracé entièrement pour des raisons matérielles (taille et planéité des cartes utilisées) mais, pour définir une position réelle, il suffit d'en tracer un arc proche de la position estimée de l'observateur. En pratique, cet arc peut être confondu avec sa tangente, à plusieurs conditions : observation de l'astre à une hauteur au-dessus de l'horizon inférieure à 65° et longueur inférieure à 60 milles. Cette portion de tangente est appelée « droite de hauteur ».
Le calcul consiste alors à déterminer à partir de sa position estimée la hauteur {\displaystyle (h_{e})\,} à laquelle on devrait observer l'astre et à la comparer à la hauteur observée {\displaystyle (h_{v})\,}. La différence {\displaystyle (h_{v}-h_{e})\,} est appelée intercept (en minutes d'angle, et 1'= 1 mille marin). On trace la droite de hauteur depuis sa position estimée perpendiculairement à l'azimut d'observation de l'astre à une distance égale à l'intercept (à l'opposé, si négatif).
La hauteur estimée {\displaystyle h_{e}\,} est donnée par la formule :
{\displaystyle \sin h_{e}=\sin \varphi _{e}\sin D+\cos \varphi _{e}\cos D\cos AH_{ag}\,}
avec :
{\displaystyle \varphi _{e}\,}, la latitude du point estimée à l'heure de l'observation ;
{\displaystyle D\,} , la déclinaison de l'astre à l'heure de l'observation, donnée par les éphémérides
{\displaystyle AH_{ag}\,}, l'angle horaire de l'astre à l'heure de l'observation et à la longitude estimée : 
pour le Soleil, la Lune et les planètes principales : {\displaystyle AH_{ag}=AH_{ao}-G_{e}\,} ;  l'angle horaire au méridien d'origine {\displaystyle AH_{ao}\,} est donné par les éphémérides
pour les étoiles : {\displaystyle AH_{ag}=AH_{so}+AV_{a}-G_{e}\,} ;  l'angle horaire du point vernal (temps sidéral) au méridien origine {\displaystyle AH_{so}\,} et l'ascension verse de l'étoile , {\displaystyle AV_{a}\,}, sont donnés par les éphémérides.
Autrefois, le calcul était effectué au moyen de tables logarithmiques spécifiques (tables de Friocourt , tables 900 qui ne sont plus éditées ou HO 211 du Hydrographic Office de l'U.S. Navy). On pouvait aussi utiliser des tables, comme les HO-249, donnant des résultats pré-calculés pour un très grand nombre de points du globe. Dans ce cas, on n'utilisait pas sa position estimée mais la position la plus proche disponible dans la table. Aujourd'hui, on peut utiliser une calculette scientifique ou un logiciel adhoc sur micro-ordinateur.
De jour, on relève le Soleil à différents instants en rapportant le déplacement du navire, et généralement, on couple ces observations avec une hauteur méridienne.
À l'aube ou au coucher du soleil, on repère à l'identificateur d'étoiles les astres qui seront visibles pendant la période crépusculaire ainsi que les secteurs du ciel à surveiller pour les identifier. Puis on vise successivement ces étoiles et planètes. Ce point crépusculaire, où les observations sont presque simultanées, n'est pas entaché de l'erreur due à l'incertitude de l'estime entre chaque observation comme les droites du matin et la méridienne. On calcule l'intercept en utilisant pour chaque droite le même point estimé, à l'heure de la dernière observation, mais on reporte sur la carte les azimuts et intercepts depuis les points estimés dans l'ordre inverse des instants d'observation (méthode dite du point estimé).

## Le point à midi

### La méridienne
L'observation d'un astre à son passage supérieur dans le méridien du lieu permet de déterminer la latitude {\displaystyle \varphi \,} par la simple addition algébrique de la distance zénithale et de la déclinaison de l'astre :
{\displaystyle \varphi =(90^{\circ }-h_{v})+D\,}
{\displaystyle h_{v}\,} étant la hauteur et {\displaystyle D\,} la déclinaison de l'astre, donnée par les éphémérides. La distance zénithale {\displaystyle (90^{\circ }-h_{v})\,} est affectée du signe du pôle auquel on tourne le dos pour l'observation.
Le plan du méridien n'étant pas matérialisable en mer, le passage de l'astre dans ce plan est défini par l'heure, heure qui n'a pas besoin d'être connue avec une grande précision puisque la distance zénithale de l'astre varie peu aux environs du passage.
Pratiquement, cette observation n'est réalisable qu'avec le Soleil, car la culmination d'autres astres ne sera observable que de nuit, alors que l'horizon n'est, en général, plus visible. On peut observer la méridienne entre une minute avant et une minute après l'heure calculée ; dans ces limites on notera la hauteur obtenue au moment où le contact est le meilleur.
Le report d'une ou plusieurs droites de hauteur observées dans la matinée permet avec la méridienne d'obtenir un point à midi.

### Circumméridienne
Si l'observation de la méridienne n'a pas pu se faire (un nuage par exemple) dans les limites de temps (+ ou - 1 minute), la circumméridienne permet d'exploiter rapidement l'observation faite.

### Circumzénithales correspondantes
Lorsqu'un astre culmine près du zénith {\displaystyle (h_{v}>80^{\circ })\,}, on peut déduire en quelques minutes la position du navire. La latitude est la latitude méridienne et la longitude est déduite de l'heure de la culmination :
{\displaystyle G=G_{e}+\Delta M\,}  avec :
{\displaystyle G_{e}\,}  la longitude estimée ;
{\displaystyle \Delta M\,} la différence entre l'heure réelle et l'heure estimée de culmination
L'heure réelle de la culmination ne peut s'observer directement ; on l'obtient en prenant la moyenne des heures de passage à des hauteurs égales observées de part et d'autre du méridien, ni trop près parce que la variation de la hauteur serait peu sensible, ni trop loin parce que la moyenne des heures de passage s'écarterait trop de l'heure de la culmination.
- Calcul de l'heure précise (en temps universel) {\displaystyle T_{co}\,} de la culmination au méridien {\displaystyle G_{e}\,} (longitude estimée) :

{\displaystyle T_{co}=T_{cgmg}+G_{e}-15,3(\lambda -d)(\tan \varphi _{e}-\tan D)\,}
avec :
{\displaystyle T_{cgmg}\,} , heure de passage de l'astre au méridien. Pour le Soleil le passage au méridien origine est donnée par les éphémérides ainsi que la variation journalière qui doit être pondérée de la longitude estimée ;
{\displaystyle \lambda =V\cos R_{v}\,} , vitesse du navire en latitude (positive si composante nord)
{\displaystyle d\,} , variation de la déclinaison {\displaystyle D\,} , donnée par les éphémérides
- commencer les observations à environ {\displaystyle T_{co}-13{\rm {\;min\,}}} (13 min pour une distance zénithale entre 8 et 10° ; à diminuer progressivement et jusqu'à 6 min si elle est inférieure à 2°) en observant des hauteurs croissantes de 3' en 3' (à augmenter progressivement et jusqu'à 7' si la distance zénithale est inférieure à 2°) ;
- observer la hauteur de culmination ;
- observer la série des hauteurs décroissantes égales à celles prises avant la culmination ;
- calculer l'heure de culmination par la moyenne des heures de passage à hauteurs égales ; en tirer {\displaystyle \Delta M\,} d'où {\displaystyle G\,}
- calculer la latitude : {\displaystyle \varphi =(90^{\circ }-h_{v})+D}

## Navigation sans instruments
En 1965, à bord de Rehu Moana, le britannique David Lewis navigue de Tahiti jusqu'au nord de la Nouvelle-Zélande, en utilisant les méthodes de navigation des Polynésiens,. Sans sextant et sans compas, il parcourt près de 2000 milles, s'aidant notamment d'une table avec palier de coucher et de lever de soleil.